# Love Show (Skye)
Love Show è un singolo della cantante britannica Skye Edwards, pubblicato il 2 aprile 2006 come primo estratto dal primo album in studio Mind How You Go.

## Descrizione
Primo singolo pubblicato dalla cantante in seguito allo scioglimento dei Morcheeba, Love Show diviene una hit in tutta Europa grazie al successo radiofonico che ricevette soprattutto in Italia dove entrò nella Top 10 dei singoli più venduti.

## Tracce
Testi e musiche di Skye Edwards e Gary Clarke.
1. Love Show – 3:42

## Classifiche
| Classifica (2006) | Posizione massima |
| ----------------- | ----------------- |
| Italia            | 7                 |